# Paraona formosana
Paraona formosana är en fjärilsart som beskrevs av Okano 1960. Paraona formosana ingår i släktet Paraona och familjen björnspinnare. Inga underarter finns listade i Catalogue of Life.